# Estivation

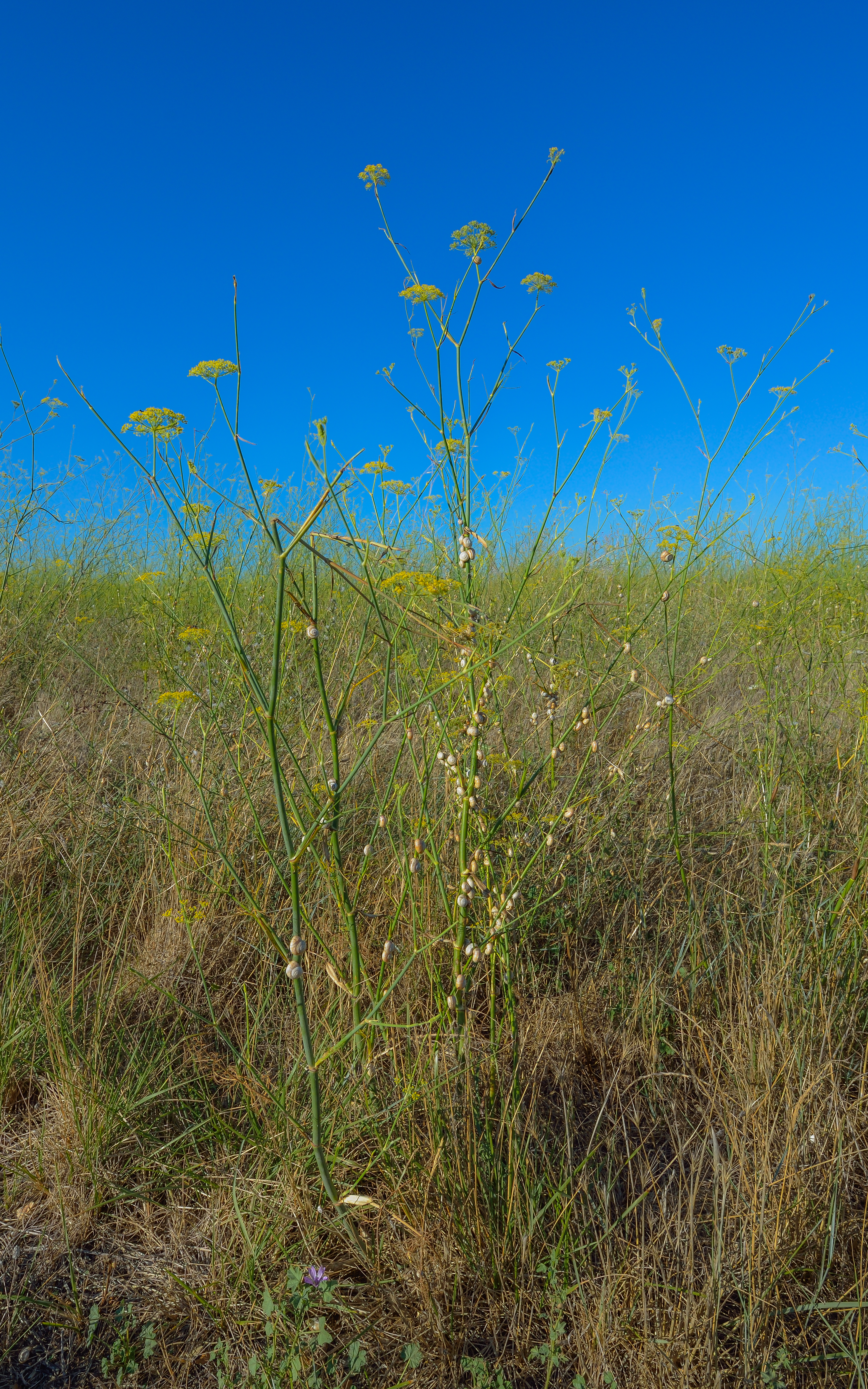
Des limaçons de Pise (Theba pisana) estivant sur du fenouil commun (Foeniculum vulgare) dans la commune de Montbazin, France.

Pour la disposition des pièces florales dans le bouton floral, voir Préfloraison.
L'estivation est un phénomène de diapause estivale analogue à ceux de l'hivernation et de l'hibernation, au cours duquel les animaux tombent en léthargie. L'estivation se produit durant les périodes les plus chaudes et les plus sèches de l'été.
On rencontre ce phénomène par exemple chez les crocodiles qui restent enfouis dans la vase pendant les périodes les plus chaudes,. Chez les escargots (en particulier l'escargot du désert) ou les « papillons de jour » (Agrodiaettis dolus, Gonepteryx rhamni, Pyronia batbseba, Pyronia cecilia), l'estivation est un moyen de passer les étés très secs.